# Грб Шри Ланке
Грб Шри Ланке је званични хералдички симбол Демократске Социјалистичке Републике Шри Ланка. Грб има облик амблема и налази се у употреби од 1972. године.

## Опис
Централна фигура у грбу је лав који у десној шапи држи сабљу, окружен златним латицама плавог лотоса, националне биљке. Централни део окружен је стабљикама риже, које израстају из традиционалне посуде за справљање риже. На врху грба налази се Дармачакра, симбол будизма и правде. Покрај посуде налазе се прикази сунца и месеца, традиционалних сингалешких симбола.

## Историјски грбови
| Грб Шри Ланке | Опис                                                           | Период кориштења |
| ------------- | -------------------------------------------------------------- | ---------------- |
|               | Грб португалског Цејлона.                                      | око 1505 – 1658  |
|               | Грб холандског Цејлона.                                        | 1602 – 1796      |
|               | Грб кориштен на почетку британске владавине над Цејлоном.      |                  |
|               | Грб кориштен у каснијем периоду британске власти над Цејлоном. | 1875 – 1948      |
|               | Грб у употреби до 1954.                                        | 1948 – 1954      |
|               | Амблем Доминиона Цејлон.                                       | 1952 – 1972      |